# Sau sau lá lê
Sau sau lá lê hay cây thau (danh pháp hai phần: Liquidambar chingii) là một loài thực vật thuộc họ Tô hạp. Đây là loài đặc hữu của miền Nam Trung Quốc (Quảng Đông, Giang Tây, Hồ Nam) và một số vùng miền Bắc Việt Nam (Lạng Sơn, Sơn La).
Cây gỗ nhỏ, nửa thường xanh hoặc thường xanh. Cao 8-12m, cành non thường có lỗ bì. Lá đơn mọc cách (so le), lá thường có 3 hình thái: nguyên mép, xẻ 2 thùy hoặc xẻ 3 thùy. Lá nguyên mép thường có phiến lá hình bầu dục, đầu lá nhọn, đuôi lá hình nêm rộng, chiều dài là khoảng 8–13 cm, chiều rộng lá khoảng 4–6 cm. Mép lá có thể có răng cưa nhỏ chứa tuyến. Gân lá thường là dạng 3 gân gốc ở gân chính,ỗoi gân chính sẽ có 4-6 cặp gân phụ dạng lông chim. Hoa tự hình đầu mọc ở đầu cành. Cây có hoa đơn tính cùng gốc.
Phân bổ sinh thái của loài thường là vùng địa hình ít phức tạp, núi đất thấp có độ dày tầng đất sâu, đất ẩm, độ cao tuyệt đối từ 200-1200m so với mực nước biển. Sau sau lá lê tham gia tổ hợp loài trong các rừng mưa nhiệt đới và rừng thường xanh miền núi nhiệt đới.
Cây ít có công dụng trong lâm sản khai thác gỗ, chúng chủ yếu đóng vai trò quan trọng trong sinh thái đa dạng sinh học, lâm sản ngoài gỗ khai thác dược liệu. Tuy nhiên hiện mất môi trường sống môi trường sống của loài đang bị đe dọa do hiện tượng phá rừng làm nương của đồng bào vùng cao và cả biện pháp làm giàu rừng của các công ty trồng rừng khai thác gỗ.